# Mont Wilbur
Pour les articles homonymes, voir Wilbur.
Le mont Wilbur (en anglais : Mount Wilbur) est un sommet de la région de recensement de Hoonah-Angoon, dans l'État américain de l'Alaska. Il culmine à 3 298 mètres d'altitude dans le chaînon Fairweather. Nommé en l'honneur de Wilbur Wright, il est protégé au sein du parc national de Glacier Bay.